# Beret
Francisco Javier Álvarez Beret, (Sevilla; 2 de juliol de 1996), conegut simplement com Beret, és un cantant espanyol urbà, pop i rap.
Beret va començar a interessar-se per la música des de ben petit. A una primerenca edat va conèixer el rap i el reggae alhora de diferents gèneres musicals que sempre s'hi han aferrat i va començar a realitzar enregistraments casolans que posteriorment publicaria al seu compte de YouTube. El seu estil és una barreja de pop urbà i reggae.

## Carrera musical
Beret va començar pujant cançons a plataformes digitals el 2013, editades i compostes completament per a ell. Va col·laborar també amb rapers com Ambkor o SFDK. Entre 2015 i 2016 va publicar cinc mixtapes.
El 2019 va signar amb la discogràfica Warner Music Group, i al cap de poc va començar a tenir reconeixement gràcies a la seva cançó Lo siento, i va fer el salt a Llatinoamèrica a través d'una versió del seu senzill Vuelve al costat del cantant colombià Sebastián Yatra. L'octubre de 2019, Beret va publicar Prisma, el seu primer àlbum d'estudi, el qual compta amb sis col·laboracions amb Sofia Reyes, Melendi, Pablo Alborán, Vanesa Martín, Sebastián Yatra i DJ Nano. L'àlbum va ser promocionat durant la seva primera gira, Prisma Tour.
Des del llançament d'aquest àlbum ha col·laborat amb més artistes com Aitana Ocaña Morales|Aitana, Lola Índigo o Cali & El Dandee. Entre 2020 i 2021 va llançar Aún me amas, Te estás olvidando de mí i Porfa no te vayas amb la banda colombiana Morat com a senzills del seu segon àlbum d'estudi.
El 4 de gener de 2022 coincidint amb el seu gran concert al WiZink Center de Madrid publica el seu nou senzill "El día menos pensado"

## Discografia
| Any  | Disc             | Vendes |
| ---- | ---------------- | ------ |
| 2015 | Vértigo          |        |
| 2015 | Efímero          |        |
| 2016 | Ápices           |        |
| 2016 | Inéditos         |        |
| 2016 | Temas Inéditos 2 |        |
| 2019 | Prisma           | 40.000 |

## Senzills
| Senzill                                 | Any  | Posicionament en llistes | Certificacions  | Àlbum                   |
| Senzill                                 | Any  | ESP                      | Certificacions  | Àlbum                   |
| --------------------------------------- | ---- | ------------------------ | --------------- | ----------------------- |
| «Nunca se hará tarde»                   | 2016 | —                        |                 | Sense àlbum             |
| «Vuelve»                                | 2017 | 66                       | - ESP: Platí    | <i id="mwbQ">Prisma</i> |
| «Sentir»                                | 2017 | —                        |                 | <i id="mwbQ">Prisma</i> |
| «Frío»                                  | 2017 | —                        |                 | Sense àlbum             |
| «Esencial»                              | 2017 | 84                       | - ESP: Or       | <i id="mwgw">Prisma</i> |
| «Cóseme» (solo o amb Vanesa Martín)     | 2017 | —                        |                 | <i id="mwgw">Prisma</i> |
| «Corazón de Piedra»                     | 2017 | —                        |                 | Sense àlbum             |
| «Lo siento» (solo o amb Sofía Reyes)    | 2018 | 8                        | - ESP: 5× Platí | Prisma                  |
| «Vuelve» (amb Sebastián Yatra)          | 2018 | 26                       | - ESP: Or       | Prisma i Fantasia       |
| «Ojalá»                                 | 2018 | 88                       | - ESP: Platí    | Prisma                  |
| «Te echo de menos»                      | 2018 | 4                        | - ESP: Platí    | Prisma                  |
| «Me Llama»                              | 2019 | 15                       | - ESP: Platí    | Prisma                  |
| «Me vas a ver»                          | 2019 | 8                        | - ESP: Platí    | Prisma                  |
| «Si por mi fuera»                       | 2019 | 1                        | - ESP: 3× Platí | Prisma                  |
| «Llegará»                               | 2019 | 94                       |                 | Prisma                  |
| «Sueño» (amb Pablo Alborán)             | 2020 | 25                       | - ESP: Platí    | Prisma                  |
| «Aún me amas»                           | 2020 | —                        |                 | Sense àlbum             |
| «cómo te va?» (amb Lola Indigo)         | 2020 | —                        | - ESP: Or       | <<La Nena>>             |
| «Estupidez» (amb Aitana)                | 2020 | —                        |                 | 11 Raons                |
| «AYNEA Remix» (amb FMK i María Becerra) | 2020 | —                        |                 | Sense àlbum             |
| «Desde cero» (amb Melendi)              | 2021 | 39                       |                 | Prisma                  |
| «Primera carta» (amb Cali & El Dandee)  | 2021 | —                        |                 | Sense àlbum             |
| «Te estás olvidando de mí»              | 2021 | —                        |                 | Sense àlbum             |
| «Porfa no te vayas» (amb Morat)         | 2021 | —                        |                 | Sense àlbum             |
| «El día menos pensado»                  | 2022 |                          |                 |                         |

| Senzill   | Any  | Posicionament en llistes | Certificacions | Àlbum  |
| Senzill   | Any  | ESP                      | Certificacions | Àlbum  |
| --------- | ---- | ------------------------ | -------------- | ------ |
| «Prisma»  | 2019 | 72                       |                | Prisma |
| «Me mata» | 2019 | 87                       |                | Prisma |

## Premis i nominacions
| Any  | Premi              | Categoria                         | Treball | Resultat | Ref. |
| ---- | ------------------ | --------------------------------- | --- | -------- | ---- |
| 2019 | ELS40 Music Awards | Artista o grup revelació de l'any | Él mismo\|style="background:&#9FF;Nominado;color:black; text-align:center; vertical-align:middle;" \| Nominado    | [ 14 ]   |      |
| 2019 | ELS40 Music Awards | Cançó de l'any                    | «Lo siento»\|style="background:&#9FF;Ganador;color:black; text-align:center; vertical-align:middle;" \| Ganador   | [ 14 ]   |      |
| 2020 | Premis Odeón       | Millor cançó                      | «Lo siento»\|style="background:&#9FF;Nominado;color:black; text-align:center; vertical-align:middle;" \| Nominado | [ 15 ]   |      |
| 2020 | Premis Odeón       | Millor artista masculí            | Él mismo\|style="background:&#9FF;Ganador;color:black; text-align:center; vertical-align:middle;" \| Ganador      | [ 15 ]   |      |
| 2020 | Premis Odeón       | Millor artista revelació          | Él mismo\|style="background:&#9FF;Nominado;color:black; text-align:center; vertical-align:middle;" \| Nominado    | [ 15 ]   |      |
| 2020 | Grammy Llatins     | Àlbum vocal pop de l'any          | «Prisma»\|style="background:&#9FF;Nominado;color:black; text-align:center; vertical-align:middle;" \| Nominado    | [ 16 ]   |      |
| 2020 | ELS40 Music Awards | Àlbum de l'any                    | «Prisma»\|style="background:&#9FF;Nominado;color:black; text-align:center; vertical-align:middle;" \| Nominado    | [ 17 ]   |      |
| 2020 | ELS40 Music Awards | Artista o grup Del 40 al 1        | Él mismo\|style="background:&#9FF;Nominado;color:black; text-align:center; vertical-align:middle;" \| Nominado    | [ 17 ]   |      |

## Gires musicals
- Prisma Tour (2020)